# Pestřenec očkatý
Pestřenec očkatý (Lamprologus ocellatus (Steindachner, 1909)), nebo také pestřenec ulitový, je endemický druh ryb z čeledi vrubozubcovití, pocházející z jezera Tanganika. Specifickou vlastností druhu je využívání šnečích ulit pro svůj úkryt, rozmnožování a odchov mladých jedinců.

## Vzhled a velikost
U tohoto druhu můžeme pozorovat znatelný pohlavní dimorfismus. Samci dorůstají obvykle 5–6 cm, samice jen 3,5–4 cm.
U druhu je patrný pohlavní dimorfismus: u samic se na konci hřbetní ploutve a podél řitní ploutve nachází bílý lem, který samcům chybí. Samci mají oproti samicím ve většině případů zlaté znaky na hřbetní ploutvi.

## Výskyt
Jedná se o endemický druh vyskytující se přirozeně pouze v africkém jezeře Tanganika. Vodní parametry v jezeře jsou společně s jezery Malawi a Victoria velmi specifické. Konkrétně se parametry v Tanganice pohybují v rozmezí pH 8–9 a dH 9–19 s teplotou 23–25 °C.

## Stanoviště
Ryba obývá písčito-bahnité dno jezera v hloubce od 4 do 30 m. Na dně se drží v blízkosti ulit šneků rodu Neothauma – bahenky tanganické (Neothauma tanganyicensis E. Smith, 1880).

## Chování a život
Pestřenci žijí v koloniích s patřičnou hierarchií dominantních samců tvořících svá teritoria. Je to čilá a nebojácná rybka, která si hlídá vlastní území a zejména své ulity, při jejich obraně se nebojí napadnout i mnohem větší ryby.

## Potrava
Jakožto omnivorní druh se v přírodě živí zejména drobnými bezobratlými se zastoupením rostlinné složky.

## Význam a ohrožení
Význam této ryby spočívá zejména v chovu pro účely okrasné akvaristiky. Ryba podle IUCN vyhodnocení z roku 2006 spadá do kategorie Málo dotčená.